# Micronevrina hyalina
Micronevrina hyalina är en tvåvingeart som beskrevs av Permkam och Albany Hancock 1995. Micronevrina hyalina ingår i släktet Micronevrina och familjen borrflugor. Inga underarter finns listade i Catalogue of Life.